# Olivier Klemenczak

a Compétitions nationales et continentales officielles uniquement.

b Matchs officiels uniquement.
Dernière mise à jour le 29 décembre 2024.
Olivier Klemenczak, né le 1er juin 1996 à Cormeilles-en-Parisis, est un joueur français de rugby à XV qui évolue au poste de centre.

## Biographie

### Premières années sportives
Olivier Klemenczak, est né à Cormeilles-en-Parisis, alors que ses parents Christian et Élisabeth sont tous deux licenciés avec la section athlétisme du Racing Club de France. La famille déménage à Soustons, ville d'origine des grands-parents d'Olivier, alors qu'il est âgé d'un an. C'est dans le club de sa nouvelle ville de résidence, l'AS Soustons, qu'il commence la pratique du rugby à XV dès ses 5 ans, ; il choisit entre autres ce sport dans la tradition familiale, son grand-père maternel Victor Larroudé ayant été international à XIII,,. Son père, ancien préparateur physique, l'accompagnera également dans son parcours sportif.
En catégorie cadet, il participe à des sélections organisées par le club professionnel voisin, l'US Dax, qui le conduisent alors à rejoindre ce dernier, en 2011.

### Débuts professionnels en Pro D2

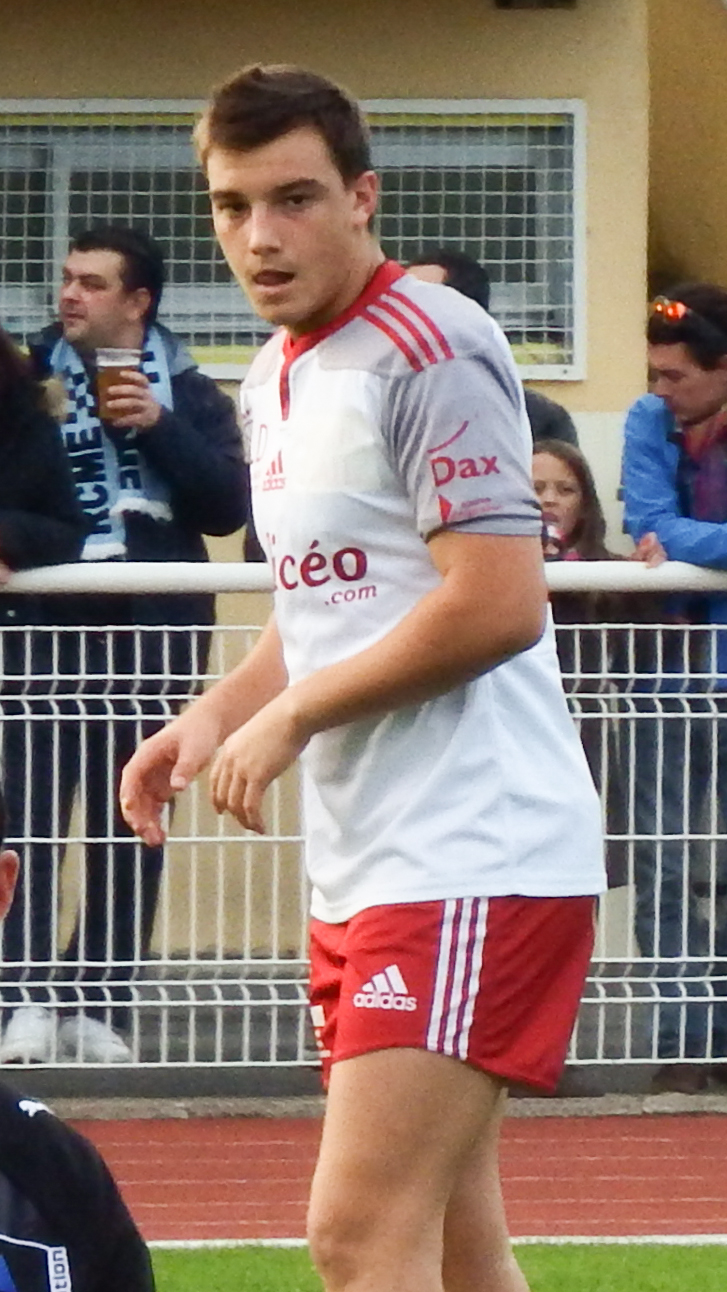
Klemenczak fait ses débuts professionnels lors de la saison 2014-2015 sous le maillot de l'US Dax.

Il intègre lors de sa quatrième saison, en 2014-2015, le centre de formation du club dacquois ; il joue très rapidement son premier match professionnel sous l'impulsion de l'entraîneur Richard Dourthe ; il participe ainsi cette première saison à sept rencontres en Pro D2,. Il prépare en parallèle de sa vie sportive un BTS Métiers de l'eau. Pendant l'intersaison 2015, il signe un contrat espoir.
Dans le même temps, Klemenczak est invité à plusieurs reprises à participer aux stages de préparation au Centre national du rugby avec le « Pôle France -20 ans », filière de formation de la Fédération française de rugby. Au mois de décembre 2014, il évolue ainsi aux côtés de Cyril Cazeaux et Quentin Lespiaucq-Brettes, autres joueurs du centre de formation dacquois régulièrement appelés en Essonne cette saison. Ce premier stage avec les futurs joueurs de l'équipe de France des moins de 20 ans n'a pas de suite, Klemenczak étant arrêté par une blessure au dos et éloigné des terrains pendant dix mois. Il joue néanmoins sous le maillot bleu en catégorie des moins de 19 ans.

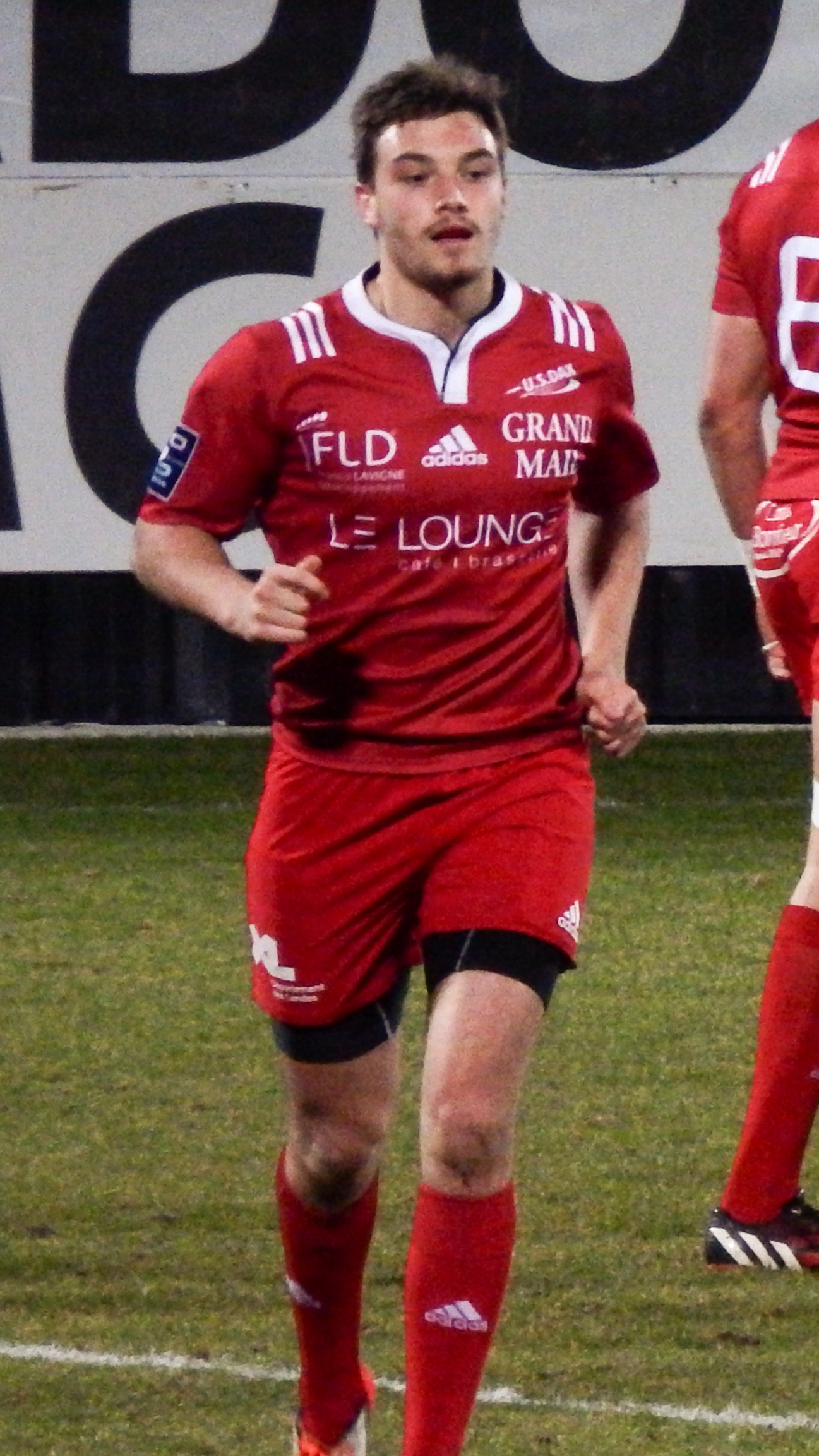
En 2015-2016, Klemenczak portera le maillot de l'équipe de France des moins de 20 ans en parallèle de sa deuxième saison en club.

La saison suivante, il est de nouveau appelé régulièrement par la FFR,. S'il ne participe pas au Tournoi des Six Nations des moins de 20 ans 2016, il reste plus tard convoqué aux deux stages de préparation précédant l'annonce du groupe pour l'édition 2016 du championnat du monde junior,. À l'issue du stage du mois de mai qui a lieu dans les installations sportives de Font-Romeu, il est sélectionné dans le groupe final destiné à disputer le championnat du monde junior en Angleterre. Il dispute alors deux rencontres en tant que remplaçant pendant le championnat, contre l'Argentine en match d'ouverture puis contre la Géorgie en match final de classement. La génération 1996 des Bleuets termine la compétition à la 9e place.
En club, il signe avec l'US Dax un nouveau contrat d'une année à l'intersaison 2017. Auteur d'un très bon début de saison 2017-2018, Klemenczak paraphe dès le mois de décembre un pré-contrat de trois saisons avec le Racing 92, à la suite de contacts avancés avec l'entraîneur francilien Laurent Labit. Une fois le championnat de France terminé pour l'US Dax, Klemenczak est sélectionné dans le groupe français de l'équipe nationale de rugby à sept, dans le cadre du tournoi de Singapour, étape des séries mondiales de rugby à sept jouée les 28 et 29 avril 2018. Il intègre par la suite les Baby Barbarians, sélection qui regroupe les meilleurs joueurs français de Pro D2, pour une rencontre amicale internationale contre la Géorgie le 31 mai 2018. Dans un match très serré de bout en bout, les Baby Babaas s'inlinent 16 à 15 à Tbilissi.

### Première division et convocations en équipe de France
Malgré une forte concurrence à son poste dans l'effectif du Racing 92, il se révèle dès sa première saison, en Top 14 ainsi qu'en Coupe d'Europe,. Dans le cadre de la saison inaugurale du Supersevens, il représente son club et remporte la compétition.
En amont de la période internationale automnale de 2020, Klemenczak est appelé par le sélectionneur Fabien Galthié dans le groupe de l'équipe de France. Quelques jours plus tard, il participe à la finale de l'édition 2019-2020 de la Coupe d'Europe retardée par la pandémie de Covid-19, au terme de laquelle il s'incline avec le Racing 92. Il prolonge un mois plus tard son contrat le liant au Racing. Quelques jours plus tard, une blessure au tendon d'Achille lors d'une séance d'entraînement avec le XV de France le contraint à déclarer forfait pour le reste de la Coupe d'automne des nations. Une nouvelle blessure l'empêchera également de disputer la demi-finale de championnat avec le Racing.
À l'intersaison 2021, il est à nouveau sélectionné pour participer au Supersevens, lors des étapes d'Aix-en-Provence et de Toulouse, ; il ne joue néanmoins aucune rencontre. Blessé durant l'automne, il fait son retour ses les terrains en janvier 2022, avant de marquer un doublé à domicile face au CA Brive pour sa reprise en championnat,. À la fin de la saison 2022-2023, son contrat est prolongé pour une année supplémentaire.
Sous les ordres du nouveau manager Stuart Lancaster, il est peu utilisé dans le système de jeu du Racing en 2023-2024. Il signe alors un pré-contrat de deux années avec la Section paloise en vue de la saison suivante.

## Palmarès
- Supersevens :
  - Vainqueur : 2020 avec le Racing 92 Sevens.
- Coupe d'Europe :
  - Finaliste : 2020 avec le Racing 92.

## Statistiques
| Saison                | Club                  | Championnat | Championnat | Championnat | Coupe d'Europe | Coupe d'Europe | Coupe d'Europe | Toutes compétitions | Toutes compétitions |
| Saison                | Club                  | Compétition | M           | E           | Compétition    | M              | E              | M                   | E                   |
| --------------------- | --------------------- | ----------- | ----------- | ----------- | -------------- | -------------- | -------------- | ------------------- | ------------------- |
| 2014-2015             | US Dax                | Pro D2      | 7           | 1           | -              | -              | -              | 7                   | 1                   |
| 2015-2016             | US Dax                | Pro D2      | 11          | -           | -              | -              | -              | 11                  | -                   |
| 2016-2017             | US Dax                | Pro D2      | 20          | 3           | -              | -              | -              | 20                  | 3                   |
| 2017-2018             | US Dax                | Pro D2      | 21          | 2           | -              | -              | -              | 21                  | 2                   |
| Total US Dax          | Total US Dax          | Pro D2      | 59          | 6           | Coupe d'Europe | -              | -              | 59                  | 6                   |
| 2018-2019             | Racing 92             | Top 14      | 23          | 5           | Champions Cup  | 6              | 1              | 29                  | 6                   |
| 2019-2020             | Racing 92             | Top 14      | 13          | 2           | Champions Cup  | 6              | -              | 19                  | 2                   |
| 2020-2021             | Racing 92             | Top 14      | 15          | 2           | Champions Cup  | 1              | -              | 16                  | 2                   |
| 2021-2022             | Racing 92             | Top 14      | 17          | 3           | Champions Cup  | 3              | -              | 20                  | 3                   |
| 2022-2023             | Racing 92             | Top 14      | 13          | 5           | Champions Cup  | 3              | -              | 17                  | 5                   |
| 2022-2023             | Racing 92             | Top 14      | 13          | 5           | Challenge Cup  | 1              | -              | 17                  | 5                   |
| 2023-2024             | Racing 92             | Top 14      | 14          | 2           | Champions Cup  | 1              | -              | 15                  | 2                   |
| Total Racing 92       | Total Racing 92       | Top 14      | 95          | 19          | Champions Cup  | 20             | 1              | 118                 | 20                  |
| Total Racing 92       | Total Racing 92       | Top 14      | 95          | 19          | Challenge Cup  | 1              | -              | 118                 | 20                  |
| 2024-2025             | Section paloise       | Top 14      | 3           | -           | Challenge Cup  | 2              | -              | 5                   | -                   |
| Total Section paloise | Total Section paloise | Top 14      | 3           | -           | Challenge Cup  | 2              | -              | 5                   | -                   |